# Distretto di Tani
Il distretto di Tani è un distretto dell'Afghanistan appartenente alla provincia di Khowst. Viene stimata una popolazione di 57 000 abitanti (dato 2012-13).